# Hensies
Hensies ist eine Gemeinde in der belgischen Provinz Hennegau. Sie liegt unmittelbar an der Grenze zu Frankreich (Département Nord), rund 15 Kilometer nordöstlich von Valenciennes und 20 Kilometer südwestlich von Mons. Sie ging 1977 im Zuge einer Gemeindereform aus dem Zusammenschluss der Orte Hainin, Hensies, Montrœul-sur-Haine und Thulin hervor.

## Geografie
Die Gemeinde liegt im Tal des Flusses Haine. Auch der Schifffahrtskanal Canal de Pommerœul à Condé verläuft durch die Gemeinde, im Ort Hensies befindet sich eine Schleusenanlage.
Hensies grenzt an die Nachbargemeinden
- Bernissart
- Saint-Ghislain
- Boussu
- Dour
- Quiévrain

## Geschichte
Im 19. und Anfang des 20. Jahrhunderts wurden hier befindliche Steinkohlelager massiv abgebaut. Als Transportweg wurde der Canal de Mons à Condé gebaut, der dem Fluss Haine folgend, einerseits nach Mons, andererseits nach Condé-sur-l’Escaut führte, wo er in die Schelde mündet. In den 1960er Jahren wurde der Abschnitt nach Mons stillgelegt und später durch die Autobahn A7 ersetzt. Der Schiffstransport wird seitdem auf dem Canal Nimy-Blaton-Péronnes abgewickelt, der bei Pommerœul mit dem alten Kanal verbunden wurde. Doch auch dieser Schifffahrtsweg ist seit 1995 auf französischer Seite gesperrt.

## Sehenswürdigkeiten
Die ehemaligen Kohlengruben füllten sich nach und nach mit Wasser und bilden heute ein bedeutendes Feuchtgebiet, das Naturschutzgebiet Marais d’Harchies-Hensies-Pommerœul, das zum belgischen Naturpark Schelde-Ebenen (französisch Parc naturel Plaines de l’Escaut) gehört. 

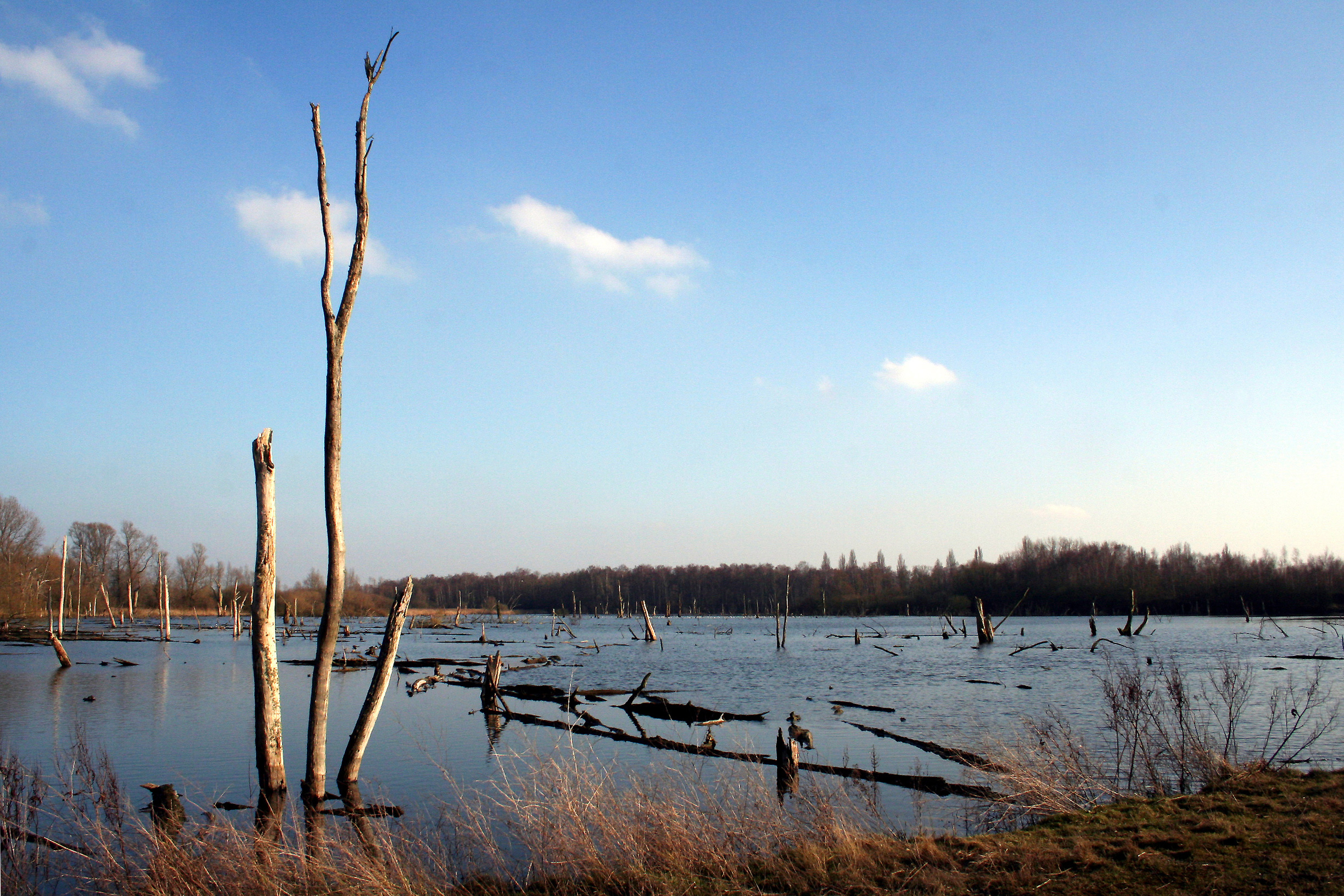
Van-Gheyt-See im Naturschutzgebiet